# Minotetrastichus platanellus
Minotetrastichus platanellus is een vliesvleugelig insect uit de familie Eulophidae. De wetenschappelijke naam is voor het eerst geldig gepubliceerd in 1922 door Mercet.